# UKTV
UKTV Media Limited, também conhecida como UKTV, é uma emissora multicanal britânica, de propriedade da BBC Studios (anteriormente BBC Worldwide). Foi fundada em 1 de novembro de 1992 por meio de uma joint-venture entre a BBC e a Thames Television. É uma das maiores empresas de televisão do Reino Unido.
A UKTV começou como um canal único, UK Gold. Os parceiros originais por trás do canal foram o braço comercial da BBC Enterprises e a ITV com a subsidiária Thames Television, embora antes do lançamento a operadora de cabo americana Cox Enterprises tenha entrado com parte majoritária das ações, 65%, em troca de subscrever os custos de lançamento do canal.
Os canais estão disponíveis via satélite digital ou assinatura a cabo no Reino Unido e na Irlanda. Os canais Dave, Drama e Yesterday também estão disponíveis no Reino Unido no Freeview e Freesat, dois serviços de televisão aberta.

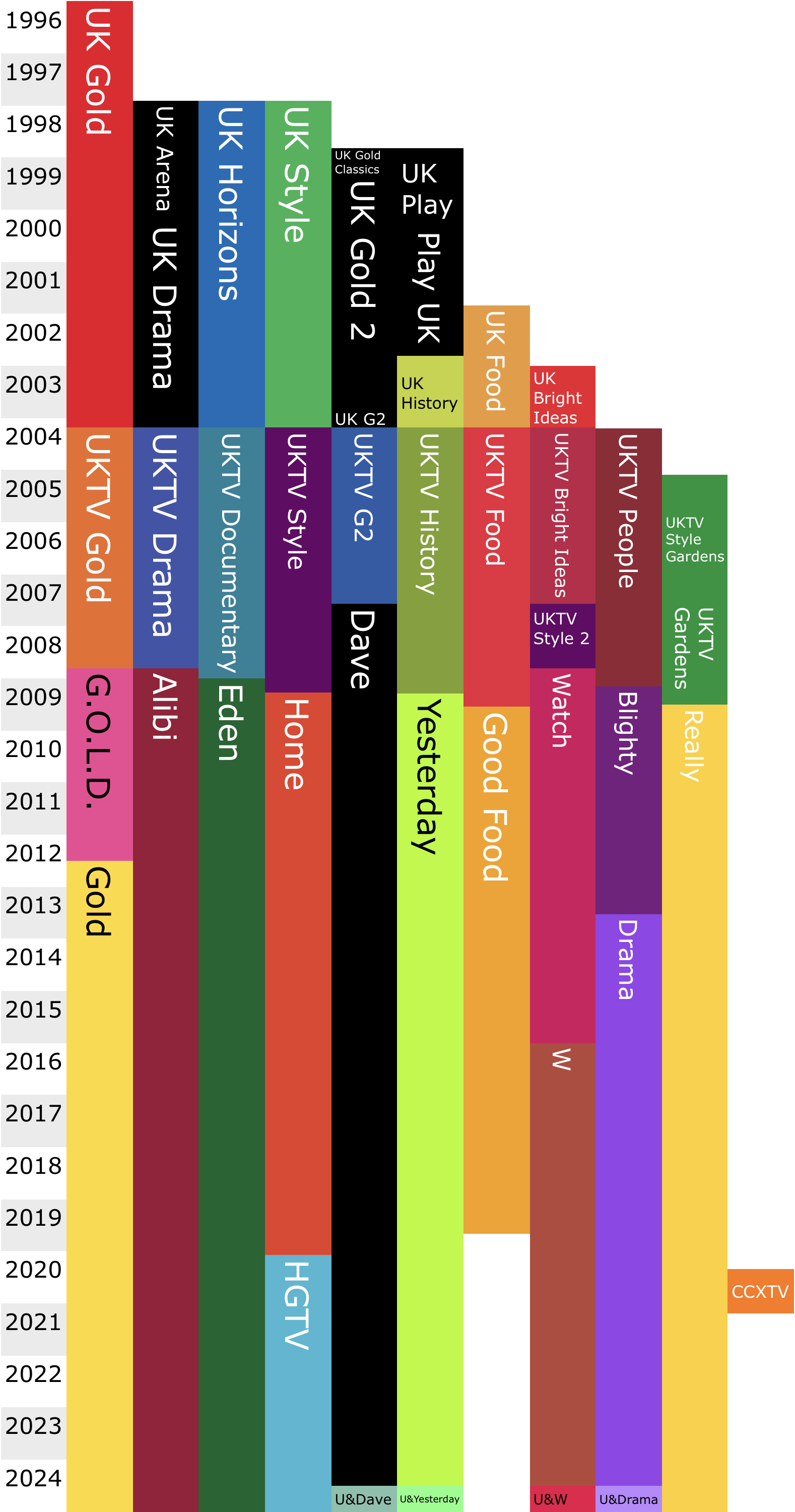
Este gráfico mostra como os canais se desenvolveram ao longo dos anos.

A maioria dos programas dos canais são reprises de produções dos arquivos da BBC, embora os canais de entretenimento também apresentem alguns programas produzidos por outras empresas e originais.
Os canais da UKTV transmitem em widescreen desde 31 de janeiro de 2008, embora alguns programas originalmente feitos no formato 4:3 sejam exibidos no formato 14:9.

## Canais
| Canal     | Gênero             | Nome anterior    | Lançamento original                     | Canal timeshift | HD channel     | Disponibilidade                                     |
| --------- | ------------------ | ---------------- | --------------------------------------- | --------------- | -------------- | --------------------------------------------------- |
| Dave      | Comédia            | UKTV G2          | Outubro de 1998 (UK Gold Classics)      | Yes (n 1)       | Yes            | Sinal aberto (terrestre e satélite), pago (a cabo). |
| Drama     | Drama              | Blighty          | 8 de março de 2004 (UKTV People)        | Yes             | (em norueguês) | Sinal aberto (terrestre e satélite), pago (a cabo). |
| Yesterday | História           | UKTV History     | 30 de outubro de 2002 (UK History)      | Yes             | (em norueguês) | Sinal aberto (terrestre e satélite), pago (a cabo). |
| Alibi     | Crime e Drama      | UKTV Drama       | 1 de novembro de 1997 (UK Arena)        | Yes             | Yes            | Pago                                                |
| Eden      | Natureza e Ciência | UKTV Documentary | 8 de março de 2004 (UKTV Documentary)   | Yes             | Yes            | Pago                                                |
| Gold      | Comédia clássica   | UKTV Gold        | 1 de novembro de 1992 (UK Gold)         | Yes             | Yes            | Pago                                                |
| W         | Entertanimento     | Watch            | 15 de janeiro de 2003 (UK Bright Ideas) | Yes             | Yes            | Pago                                                |